# Tjæreborg
Tjæreborg är en tätort i Esbjergs kommun i Region Syddanmark i Danmark. Tätorten har 2 876 invånare (2024). Den ligger på Jylland, cirka halvvägs mellan Bramming och Esbjerg.
Tjæreborg är känd som den plats där Tjæreborg Rejser startades av prästen Eilif Krogager.